# Caneças
Caneças ist ein Ort und eine ehemalige Gemeinde (Freguesia) im portugiesischen Kreis Odivelas. Die Gemeinde hatte 12.346 Einwohner (Stand 30. Juni 2011).
Am 29. September 2013 wurden die Gemeinden Caneças und Ramada zur neuen Gemeinde União das Freguesias de Ramada e Caneças zusammengeschlossen.
Die Anta das Pedras Grandes liegt südlich von Caneças.